# Adolfo (película)
Adolfo es una película de comedia dramática coming-of-age de 2023 escrita y dirigida por Sofía Auza y protagonizada por Juan Daniel García Treviño y Rocío de la Mañana.

## Premisa
Al salir de su tratamiento de rehabilitación, vestida como Amelia Earhart, Momo (de la Mañana) se encuentra con Hugo (García Treviño), quien viaja al funeral de su padre. La pareja pasa la noche intentando encontrar un nuevo entorno para Adolfo, el cactus de Hugo.

## Elenco
- Juan Daniel García Treviño como Hugo
- Rocío de la Mañana como Momo

## Lanzamiento
La película se estrenó en la sección Generation 14plus del 73° Festival Internacional de Cine de Berlín, donde recibió el Oso de Cristal a la Mejor Película por parte del jurado juvenil. Posteriormente, la película recibió el Caballo de Bronce a la Mejor Película en la categoría de 11 a 14 años en el Festival de Cine Junior de Estocolmo y se proyectó en el Festival Internacional de Cine de Seattle y el Festival de Cine Iberoamericano de Huelva. En el Festival Internacional de Cine de Guadalajara en junio de 2023, Rocío de la Mañana fue reconocida con el Premio Mezcal a la Mejor Actriz.
La película debutó en la Ciudad de México el 27 de mayo de 2024 y está programada para proyectarse en las salas Cinemex de todo México a partir del 6 de junio.

## Recepción

### Premios y nominaciones
| Premio                                        | Fecha                   | Categoría                                            | Candidato          | Resultado | Ref.  |
| --------------------------------------------- | ----------------------- | ---------------------------------------------------- | ------------------ | --------- | ----- |
| Festival Internacional de Cine de Berlín      | 26 de febrero de 2023   | Oso de Cristal a la Mejor Película                   | Adolfo             | Ganador   | [ 2 ] |
| Festival de Cine de Estocolmo Junior          | 3 de abril de 2023      | Caballo de bronce a la Mejor Película (11 a 14 años) | Adolfo             | Ganador   | [ 3 ] |
| Festival Internacional de Cine de Seattle     | 21 de mayo de 2023      | Concurso Iberoamericano                              | Adolfo             | Nominado  | [ 5 ] |
| Festival Internacional de Cine de Guadalajara | 9 de junio de 2023      | Premio Mezcal a la Mejor Actriz                      | Rocío de la mañana | Ganadora  | [ 6 ] |
| Festival de Cine Iberoamericano de Huelva     | 18 de noviembre de 2023 | Mejor película                                       | Adolfo             | Nominado  | [ 4 ] |